# Peña Campana
Peña Campana är en ort i Mexiko.   Den ligger i kommunen Huautla de Jiménez och delstaten Oaxaca, i den sydöstra delen av landet, 280 km sydost om huvudstaden Mexico City. Peña Campana ligger 1 470 meter över havet och antalet invånare är 179.
Terrängen runt Peña Campana är bergig söderut, men norrut är den kuperad. Runt Peña Campana är det ganska tätbefolkat, med 75 invånare per kvadratkilometer. Närmaste större samhälle är Huautla de Jiménez, 5,2 km norr om Peña Campana. I omgivningarna runt Peña Campana växer i huvudsak städsegrön lövskog.